# Ronde van Yorkshire 2017
De derde editie van de Ronde van Yorkshire vond in 2017 plaats van 28 tot en met 30 april. Voor de mannen is deze wedstrijd een meerdaagse wedstrijd met drie etappes, met de start in Bridlington, de finish in Fox Valley, Sheffield. De mannenronde maakt deel uit van de UCI Europe Tour 2017, in de categorie 2.1. De vrouwen rijden alleen een eendagswedstrijd met hetzelfde parcours als de tweede mannenetappe, van Tadcaster naar Harrogate, op 29 april. De vrouwenwedstrijd heeft de UCI-classificatie 1.1.
De Belg Serge Pauwels won de titel bij de mannen, terwijl de Britse Lizzie Deignan de wedstrijd bij de vrouwen op haar naam schreef.

## Mannen

### Etappeoverzicht
| Etappe | Datum    | Start       | Finish      | Type       | Afstand  | Winnaar           | Klassementsleider |
| ------ | -------- | ----------- | ----------- | ---------- | -------- | ----------------- | ----------------- |
| 1e     | 28 april | Bridlington | Scarborough | Vlakke rit | 174 km   | Dylan Groenewegen | Dylan Groenewegen |
| 2e     | 29 april | Tadcaster   | Harrogate   | Vlakke rit | 122,5 km | Nacer Bouhanni    | Caleb Ewan        |
| 3e     | 30 april | Bradford    | Sheffield   | Heuvelrit  | 194,5 km | Serge Pauwels     | Serge Pauwels     |

### Deelnemende ploegen
| WorldTour              | ProContinentaal              | Continentaal        | Nationaal        |
| ---------------------- | ---------------------------- | ------------------- | ---------------- |
| BMC Racing Team        | Aqua Blue Sport              | Bike Channel-Canyon | Groot-Brittannië |
| Team Dimension Data    | Cofidis                      | JLT Condor          |                  |
| Team Katjoesja Alpecin | Delko Marseille Provence KTM | Madison Genesis     |                  |
| Team LottoNL-Jumbo     | Direct Énergie               | ONE Pro Cycling     |                  |
| Team Sky               | Roompot-Nederlandse Loterij  | Team Raleigh-GAC    |                  |
| Team Sunweb            |                              |                     |                  |

### Uitslagen

#### 1e etappe
| Bridlington – Scarborough (174 km) |                     |                             |          |
| Plaats                             | Naam                | Ploeg                       | Tijd     |
| Winnaar                            | Dylan Groenewegen   | Team LottoNL-Jumbo          | 4u09'38" |
| 2                                  | Caleb Ewan          | Orica-Scott                 | + 0"     |
| 3                                  | Chris Opie          | Bike Channel-Canyon         | z.t.     |
| 4                                  | Nacer Bouhanni      | Cofidis                     | z.t.     |
| 5                                  | Steele Von Hoff     | ONE Pro Cycling             | z.t.     |
| 6                                  | Kristian Sbaragli   | Team Dimension Data         | z.t.     |
| 7                                  | André Looij         | Roompot-Nederlandse Loterij | z.t.     |
| 8                                  | Adam Blythe         | Aqua Blue Sport             | z.t.     |
| 9                                  | Baptiste Planckaert | Team Katjoesja Alpecin      | z.t.     |
| 10                                 | Enrique Sanz        | Team Raleigh-GAC            | z.t.     |

| Algemeen klassement |                     |                             |          |
| Plaats              | Naam                | Ploeg                       | Tijd     |
| Lichtblauwe trui    | Dylan Groenewegen   | Team LottoNL-Jumbo          | 4u09'38" |
| 2                   | Caleb Ewan          | Orica-Scott                 | + 4"     |
| 3                   | Chris Opie          | Bike Channel-Canyon         | + 6"     |
| 4                   | Nacer Bouhanni      | Cofidis                     | + 10"    |
| 5                   | Steele Von Hoff     | ONE Pro Cycling             | z.t.     |
| 6                   | Kristian Sbaragli   | Team Dimension Data         | z.t.     |
| 7                   | André Looij         | Roompot-Nederlandse Loterij | z.t.     |
| 8                   | Adam Blythe         | Aqua Blue Sport             | z.t.     |
| 9                   | Baptiste Planckaert | Team Katjoesja Alpecin      | z.t.     |
| 10                  | Enrique Sanz        | Team Raleigh-GAC            | z.t.     |

#### 2e etappe
| Tadcaster – Harrogate (122,5 km) |                      |                                 |          |
| Plaats                           | Naam                 | Ploeg                           | Tijd     |
| Winnaar                          | Nacer Bouhanni       | Cofidis                         | 2u45'51" |
| 2                                | Caleb Ewan           | Orica-Scott                     | z.t.     |
| 3                                | Jonathan Hivert      | Direct Energie                  | z.t.     |
| 4                                | Dylan Groenewegen    | Team LottoNL-Jumbo              | z.t.     |
| 5                                | Christopher Lawless  | Nationaal team Groot-Brittannië | z.t.     |
| 6                                | Kristian Sbaragli    | Team Dimension Data             | z.t.     |
| 7                                | Søren Kragh Andersen | Team Sunweb                     | z.t.     |
| 8                                | Tony Hurel           | Direct Energie                  | z.t.     |
| 9                                | Matthew Holmes       | Madison Genesis                 | z.t.     |
| 10                               | Adam Blythe          | Aqua Blue Sport                 | z.t.     |
|                                  |                      |                                 |          |
| 21                               | Serge Pauwels        | Team Dimension Data             | z.t.     |

| Algemeen klassement |                      |                              |          |
| Plaats              | Naam                 | Ploeg                        | Tijd     |
| Lichtblauwe trui    | Caleb Ewan           | Orica-Scott                  | 6u55'17" |
| 2                   | Nacer Bouhanni       | Cofidis                      | + 2"     |
| 3                   | Dylan Groenewegen    | Team LottoNL-Jumbo           | z.t.     |
| 4                   | Chris Opie           | Bike Channel-Canyon          | + 8"     |
| 5                   | Jonathan Hivert      | Direct Energie               | z.t.     |
| 6                   | Angel Madrazo        | Delko Marseille Provence KTM | + 10"    |
| 7                   | Kristian Sbaragli    | Team Dimension Data          | + 12"    |
| 8                   | Steele Von Hoff      | ONE Pro Cycling              | z.t.     |
| 9                   | Adam Blythe          | Aqua Blue Sport              | z.t.     |
| 10                  | Søren Kragh Andersen | Team Sunweb                  | z.t.     |
|                     |                      |                              |          |
| 19                  | Jonas Van Genechten  | Cofidis                      | z.t.     |

#### 3e etappe
| Bradford – Sheffield (194,5 km) |                    |                        |          |
| Plaats                          | Naam               | Ploeg                  | Tijd     |
| Winnaar                         | Serge Pauwels      | Team Dimension Data    | 4u57'47" |
| 2                               | Omar Fraile        | Team Dimension Data    | z.t.     |
| 3                               | Jonathan Hivert    | Direct Energie         | + 6"     |
| 4                               | Brent Bookwalter   | BMC Racing Team        | z.t.     |
| 5                               | Tao Geoghegan Hart | Team Sky               | + 8"     |
| 6                               | Maurits Lammertink | Team Katjoesja Alpecin | z.t.     |
| 7                               | Matthew Holmes     | Madison Genesis        | z.t.     |
| 8                               | Mark Christian     | Aqua Blue Sport        | z.t.     |
| 9                               | Lennard Hofstede   | Team Sunweb            | z.t.     |
| 10                              | Joseph Rosskopf    | BMC Racing Team        | + 23"    |

| Algemeen klassement |                    |                        |           |
| Plaats              | Naam               | Ploeg                  | Tijd      |
| Lichtblauwe trui    | Serge Pauwels      | Team Dimension Data    | 11u53'04" |
| 2                   | Omar Fraile        | Team Dimension Data    | + 6"      |
| 3                   | Jonathan Hivert    | Direct Energie         | + 7"      |
| 4                   | Brent Bookwalter   | BMC Racing Team        | + 18"     |
| 5                   | Matthew Holmes     | Madison Genesis        | + 20"     |
| 6                   | Maurits Lammertink | Team Katjoesja Alpecin | z.t.      |
| 7                   | Mark Christian     | Aqua Blue Sport        | z.t.      |
| 8                   | Tao Geoghegan Hart | Team Sky               | z.t.      |
| 9                   | Lennard Hofstede   | Team Sunweb            | z.t.      |
| 10                  | Joseph Rosskopf    | BMC Racing Team        | + 35"     |

### Eindklassementen
| Plaats           | Naam                       | Ploeg                        | Tijd      |
| ---------------- | -------------------------- | ---------------------------- | --------- |
| Lichtblauwe trui | Serge Pauwels              | Team Dimension Data          | 11u53'04" |
| 2                | Omar Fraile                | Team Dimension Data          | + 6"      |
| 3                | Jonathan Hivert            | Direct Energie               | + 7"      |
| 4                | Brent Bookwalter           | BMC Racing Team              | + 18"     |
| 5                | Matthew Holmes             | Madison Genesis              | + 20"     |
| 6                | Maurits Lammertink         | Team Katjoesja Alpecin       | z.t.      |
| 7                | Mark Christian             | Aqua Blue Sport              | z.t.      |
| 8                | Tao Geoghegan Hart         | Team Sky                     | z.t.      |
| 9                | Lennard Hofstede           | Team Sunweb                  | z.t.      |
| 10               | Joseph Rosskopf            | BMC Racing Team              | + 35"     |
| 11               | Tiago Machado              | Team Katjoesja Alpecin       | + 44"     |
| 12               | Quentin Pacher             | Delko Marseille Provence KTM | z.t.      |
| 13               | Lawrence Warbasse          | Aqua Blue Sport              | + 1'02"   |
| 14               | Amaël Moinard              | BMC Racing Team              | z.t.      |
| 15               | Jacques Janse van Rensburg | Team Dimension Data          | z.t.      |
| 16               | Mauro Finetto              | Delko Marseille Provence KTM | z.t.      |
| 17               | Romain Combaud             | Delko Marseille Provence KTM | + 1'34"   |
| 18               | Robert Kišerlovski         | Team Katjoesja Alpecin       | z.t.      |
| 19               | Delio Fernandez Cruz       | Delko Marseille Provence KTM | z.t.      |
| 20               | Nick van der Lijke         | Roompot-Nederlandse Loterij  | + 1'55"   |

| Plaats      | Naam              | Ploeg               | Punten |
| ----------- | ----------------- | ------------------- | ------ |
| Groene trui | Caleb Ewan        | Orica-Scott         | 24     |
| 2           | Jonathan Hivert   | Direct Energie      | 23     |
| 3           | Dylan Groenewegen | Team LottoNL-Jumbo  | 22     |
| 4           | Serge Pauwels     | Team Dimension Data | 18     |
| 5           | Omar Fraile       | Team Dimension Data | 12     |

| Plaats | Naam                       | Ploeg                       | Punten |
| ------ | -------------------------- | --------------------------- | ------ |
|        | Pieter Weening             | Roompot-Nederlandse Loterij | 14     |
| 2      | Dexter Gardias             | Bike Channel-Canyon         | 9      |
| 3      | Serge Pauwels              | Team Dimension Data         | 8      |
| 4      | Jacques Janse van Rensburg | Team Dimension Data         | 6      |
| 5      | Joseph Rosskopf            | BMC Racing Team             | 4      |

### Klassementsverloop
| Etappe           | Winnaar           | Algemeen klassement | Puntenklassement  | Bergklassement    | Publieksprijs   |
| ---------------- | ----------------- | ------------------- | ----------------- | ----------------- | --------------- |
| 1                | Dylan Groenewegen | Dylan Groenewegen   | Dylan Groenewegen | Etienne van Empel | Conor Dunne     |
| 2                | Nacer Bouhanni    | Caleb Ewan          | Caleb Ewan        | Etienne van Empel | Harry Tanfield  |
| 3                | Serge Pauwels     | Serge Pauwels       | Caleb Ewan        | Pieter Weening    | Dexter Gardias  |
| Eindklassementen | Eindklassementen  | Serge Pauwels       | Caleb Ewan        | Pieter Weening    | niet uitgereikt |

## Vrouwen

### Deelnemende ploegen
| Deelnemende ploegen                | Deelnemende ploegen     |
| ---------------------------------- | ----------------------- |
| Alé Cipollini                      | Hitec Products          |
| BePink Cogeas                      | Jadan Weldtite          |
| Boels Dolmans Cycling Team         | Lares-Waowdeals         |
| Canyon-SRAM                        | Storey Racing           |
| Cylance Pro Cycling                | Sunsport Velo           |
| Drops Cycling Team                 | Team Sunweb             |
| FDJ Nouvelle-Aquitaine Futuroscope | NCC Group-Kuota-Torelli |
| Ford Ecoboost                      | Wiggle High5            |
| Fusion RT                          | Team WNT                |

### Uitslag
| Plaats  | Naam                  | Ploeg                              | Tijd     |
| ------- | --------------------- | ---------------------------------- | -------- |
| Winnaar | Elizabeth Deignan     | Boels Dolmans                      | 3u09'36" |
| 2       | Coryn Rivera          | Team Sunweb                        | + 55"    |
| 3       | Giorgia Bronzini      | Wiggle High5                       | z.t.     |
| 4       | Amy Pieters           | Boels Dolmans                      | z.t.     |
| 5       | Hannah Barnes         | Canyon-SRAM                        | z.t.     |
| 6       | Katrine Aalerud       | Hitec Products                     | + 59"    |
| 7       | Sheyla Gutiérrez      | Cylance Pro Cycling                | z.t.     |
| 8       | Shara Gillow          | FDJ Nouvelle-Aquitaine Futuroscope | z.t.     |
| 9       | Roxane Knetemann      | FDJ Nouvelle-Aquitaine Futuroscope | z.t.     |
| 10      | Danielle King         | Cylance Pro Cycling                | z.t.     |
|         |                       |                                    |          |
| 11      | Saartje Vandenbroucke | Lares-Waowdeals                    | z.t.     |

Mannen:
2015 ·
2016 ·
2017 ·
2018 ·
2019
Vrouwen:
2015 ·
2016 ·
2017 ·
2018 ·
2019